# Лулчев, Коста
Коста Лулчев (болг. Коста Лулчев; 9 марта 1882 года, Оряхово — 31 января 1965 года, София) — болгарский политик, один из лидеров Болгарской рабочей социал-демократической партии (широких социалистов).

## Биография
Родился 9 марта 1882 года в Оряхово.
В 1898 году основал общество рабочих «Борец». Затем вступил в ряды БРСДП. В 1903 году после раскола партии поддержал фракцию «широких» социалистов, где выдвинулся на руководящие позиции. В 1913—1931 годах был депутатом Народного собрания Болгарии. В 1924—1933 годах был секретарём ЦК БРСДП (объединённой) — партии, объединившей в своих рядах «широких социалистов» и часть «тесняков». Во время Второй мировой войны работал в подполье.
После переворота 9 сентября 1944 года и выхода БРСДП из подполья стал главным секретарём партии и её представителем в Национальном комитете Отечественного фронта. В июне 1945 года возглавил отделившееся от БРСДП правое крыло, воссоздавшее БРСДП(о).
Коста Лулчев выступал против советизации Болгарии, в 1946 году вместе с Николой Петковым возглавил оппозицию коммунистам в 6-м Великом Народном собрании. 5 января 1946 года Лулчев и Петков получили от премьера Кимона Георгиева предложение войти в состав правительства, но категорически его отвергли, сославшись на необходимость прекращения коммунистического террора.
Существование БРСДП(о) во главе с Лулчевым, располагавшей фракцией в ВНС, стало последним препятствием на пути к установлению в Болгарии политической системы советского образца. 6 ноября 1948 года был начат судебный процесс против Лулчева и других членов БРСДП(о), который положил конец легальной оппозиции в Болгарии. Решением суда Лулчева приговорили к 15 годам заключения за контрреволюционную и антисоветскую деятельность. В тюрьме он провёл 11 лет — в 1959 году был освобождён, но остался под наблюдением болгарского КГБ.
Умер 31 января 1965 года в Софии. 15 января 1990 года посмертно реабилитирован решением Народного собрания Болгарии.